# Городещено

«Городещено» — ботанічний заказник місцевого значення. Заказник розташований на території Вишгородського району Київської області, Поліська селищна громада, займає площу 9 га. 
Оголошений рішенням Київського облвиконкому № 173 від 10 квітня 1978 року, рішенням виконавчого комітету Київської обласної ради народних депутатів від 18.12.1984 р. № 441 «Про класифікацію і мережу територій та об’єктів природно-заповідного фонду області». 
Об’єкт є сосново-березовими насадженнями. На території зафіксовано зростання цінної лікарської рослини – полина звичайного.